# Refin-Mobilvetta
La Refin-Mobilvetta, nota anche come Refin-Cantina Tollo, è stata una squadra maschile italiana di ciclismo su strada, attiva nel professionismo dal 1995 al 1997.
Lo sponsor principale è stato dal 1995 al 1997 Refin, azienda di ceramiche con sede a Salvaterra (Casalgrande).

## Storia
La squadra nasce nel 1995 come "Refin-Cantina Tollo" su iniziativa del manager Primo Franchini, che lascia il team Brescialat-Ceramiche Refin per fondare una nuova squadra insieme al nipote Orlando Maini. Franchini porta con sé nella nuova squadra il secondo sponsor Refin e quattro corridori (Felice Puttini, Fabio Roscioli, Roberto Pelliconi e Heinz Imboden). Già al primo anno la formazione, composta da una rosa di tredici ciclisti ed equipaggiata da cicli Battaglin, viene invitata al Giro d'Italia, corsa nella cui classifica generale Imboden si posiziona ottavo.
Nel 1996, Refin-Mobilvetta ingaggia Džamolidin Abdužaparov nella speranza di vincere gare sfruttando le sue caratteristiche da velocista, insieme a quelle di Andreas Kappes, già presente in squadra. La squadra, dopo un buon Giro d'Italia (in cui Rodolfo Massi vince una frazione), viene regolarmente iscritta al Tour de France, dove ben figura, vincendo la quindicesima tappa grazie appunto ad Abdoujaparov.
Nel 1997 il team si appoggia su una squadra rinnovata con Stefano Colagè e Marco Lietti che completano un organico molto giovane. La squadra partecipa per la terza volta al Giro d'Italia, debuttando anche alla Vuelta a España, ma non viene invitata al Tour de France. A fine anno Refin si ritira dal ciclismo, mentre Mobilvetta contribuisce alla nascita del team Mobilvetta-Northwave diretto da Stefano Giuliani.

## Cronistoria

### Annuario
| Anno | Codice | Nome                | Cat. | Biciclette | Dirigenza                                                               |
| ---- | ------ | ------------------- | ---- | ---------- | ----------------------------------------------------------------------- |
| 1995 | REF    | Refin-Cantina Tollo | -    | Battaglin  | Manager: Primo Franchini Dir. sportivi: Orlando Maini                   |
| 1996 | REF    | Refin-Mobilvetta    | -    | Battaglin  | Manager: Primo Franchini Dir. sportivi: Orlando Maini                   |
| 1997 | REF    | Refin-Mobilvetta    | -    | Battaglin  | Manager: Primo Franchini Dir. sportivi: Orlando Maini, Domenico Cavallo |

## Palmarès

### Grandi Giri
- Giro d'Italia

Partecipazioni: 3 (1995, 1996, 1997)
Vittorie di tappa: 1
1996 (Rodolfo Massi)
Vittorie finali: 0
Altre classifiche: 0
- Tour de France

Partecipazioni: 1 (1996)
Vittorie di tappa: 1
1996 (Džamolidin Abdužaparov)
Vittorie finali: 0
Altre classifiche: 0
- Vuelta a España

Partecipazioni: 1 (1997)
Vittorie di tappa: 0
Vittorie finali: 0
Altre classifiche: 0

### Campionati nazionali
- Campionati svizzeri: 1

In linea: 1995 (Felice Puttini)